# Osomatsu-kun
Osomatsu-kun (яп. お そ 松 く ん Осомацу-кун) — манґа японського автора Фуджіо Акацукі, що публікувалася в журналі Weekly Shonen Sunday з 1962 по 1969 рік. За мотивами манґи було знято три аніме-серіалу: в 1966 на студії Studio Zero, а в 1988 і 2015 роках на студії Pierrot. У 1964 році Osomatsu-kun отримала премію видавництва Shogakukan. Вона принесла популярність Акацукі.
Головними героями першої частини манґи є шестеро близнят сім'ї Мацуно (яп. 松野) — лідер і найкращий боєць Осомацу, акуратний Карамацу, розумний, але егоїстичний Тьоромацу, чесний і сильний Ітімацу, найдобріший з братів Дзюсімацу і безтурботний Тодомацу. Кожному 10 років, всі вони вчяться в п'ятому класі. У більш пізніх розділах автор починає приділяти більше уваги іншим персонажам, зокрема, суперникам братів.
У серіалі 2015 року брати стають безробітними здоровило, все так же сидять на шиї батьків.
Загального сюжету як такого немає, дія складається з коротких слабо пов'язаних новел.

## Персонажі

### Сім'я Мацуно

#### Близнюки
- Осомацу (яп. お そ 松 Осомацу) — найстарший з братів, лідер близнюків. Є кращим бійцем серед них. Став типовим саларімен (службовцям) і не перебуває в шлюбі. Його ім'я походить від слова осомацу (яп. お 粗 末), що в перекладі означає кульгавий або погано підготовлений.

У «Osomatsu-san» — самий звичайний з братів. Зовні майже не змінився в порівнянні з 10-річною версією, часто посміхається. Заради задоволення ходить в пачинко і на кінські скачки. Часто надходить егоїстично, діючи братам на нерви. Незважаючи на всю безвідповідальність та інші його погані якості, він прекрасний старший брат. Характерний колір — червоний. Шосте місце серед популярних персонажів цього аніме.
- Карамацу (яп. カ ラ 松 Карамацу) — другий за старшинством брат. Акуратний. Одружився з дочкою бакалійника. Його ім'я походить від слова карамацу (яп. 唐松), що означає модрина.

У «Osomatsu-san» — найкрутіший з братів. Його відмінна риса особи — широкі брови. Намагається виглядати круто на людях і часто носить темні трикутні окуляри, шкіряний піджак, одяг з блискітками. Через це брати часто ігнорують його. Характерний колір — синій. Друге місце серед найпопулярніших персонажів цього аніме.
- Тьоромацу (яп. チ ョ ロ 松 Тьоромацу) — третій брат. Розумний, але егоїстичний. Став офіцером поліції.

У «Osomatsu-san» — найсерйозніший і розумний з братів, але при цьому й самий влюблива. Отаку, любить айдолів . На відміну від братів, намагається знайти роботу. Його відмінні риси — рот трикутної форми, маленькі зіниці і відсутність чубчика на потилиці. Характерний колір — зелений. Четверте місце серед найпопулярніших персонажів цього аніме.
- Ітімацу (яп. 一 松 Ітімацу) — четвертий брат. Дуже чесний і сильний. Став президентом компанії після того, як одружився з дочкою свого попередника. Його ім'я походить від слова ітімацумоьо: (яп. 市 松 模 様), що означає малюнок в клітку.

У «Osomatsu-san» — найпохмуріший і замкнутий з братів. Його відмінні риси — напівприкриті очі, великі зіниці і кошлаті волосся. Єдиний персонаж, що не носить шкарпетки і надягає шльопанці. Любить кішок. Характерний колір — фіолетовий. Найпопулярніший персонаж з цього аніме.
- Дзюсімацу (яп. 十四 松 Дзю: сімацу) — п'ятий по старшинству брат. Найдобріший серед близнюків, що є найбільшою його слабкістю. став лікарем.

У «Osomatsu-san» — найактивніший з братів. Витає в хмарах щасливий дурник. Любить бейсбол. Відмінні риси — широко відкритий рот і один чубчик на потилиці замість двох. Характерний колір — жовтий. Третє місце серед найпопулярніших персонажів цього аніме.
- Тодомацу (яп. ト ド 松 Тодомацу) — шостий і наймолодший серед братів. Дуже безтурботний. Став працювати в рибному магазині. Його ім'я походить від слова тодомацу (яп. 椴 松) — інша назва ялиці твердої в японській мові.

У «Osomatsu-san» — самий зворушливий з братів (чим іноді користується в корисливих інтересах). Популярний серед дівчат і найбільш наближений до соціуму, ніж інші брати. Також має прізвисько Тотти (яп. トッティー, Тотти:) Його відмінні риси — маленький рот і великі зіниці. Характерний колір — рожевий. П'яте місце серед найпопулярніших персонажів цього аніме.

#### Батьки
- Мацудзо (яп. 松 造 Мацудзо :) — батько близнюків. Як правило, брати називають його Те-сан (яп. と う さ ん Те: -сан) — папа.
- Мацуьо (яп. 松 代 Мацуьо) — мати близнюків. Зазвичай брати називають її Ка-сан (яп. か あ さ ん Ка: -сан) — мама.

Будучи дорослими, близнюки продовжують жити з батьками, які розчаровані в тому, що їхні діти не можуть влаштуватися на роботу. Мацудзо і Мацуьо намагалися розлучитися після сварки, але синам вдалося залишити все як було.
- Іямі (яп. イ ヤ ミ Іямі) — стильно одягається, але ніде не працюючий зарозумілий красунчик. Любить зараховувати себе до французам (для чого відростив дрібненькі вусики), хоча сам у Франції ніколи не був. Зовні виділяється трьома видатними далеко вперед зубами верхньої щелепи. Зазвичай закінчує пропозиції словом дзансу (яп. ザ ン ス дзансу). У минулому разом з Тібітой часто намагалися насолити сім'ї мацун.
- Тібіта (яп. チ ビ 太 Тібіта) — коротун, який володіє пересувний лавкою, де годує відвідувачів Оден. Часто конфліктує з близнюками через те, що ті не хочуть йому платити.
- Тоток УОваі (яп. 弱 井 ト ト 子 УОваі Тоток) — мініатюрна дівчина, головна красуня в кварталі, дочка власників риб'ячої лавки. У неї закохані всі шестеро братів, хоча їй вони не цікаві. Щосили намагається стати популярною, в чому її всіляко підтримують близнюки.
- Хатаб (яп. ハ タ 坊 Хатаб :) — невеликий тугодумни приятель близнюків, яким прямо в тім'ячко забитий прапорець Японії. У серіалі «Osomatsu-san» невідомим чином казково розбагатів, але зберіг дитячу наївність.
- Декапан (яп. デ カ パ ン Декапан) — огрядний мужик у величезних штанях, в яких може виявитися все, що завгодно. Концентратор для вульгарного і брудного гумору
- Дайон (яп. ダ ヨ ー ン Дайо: н) — ненажерливий тип з величезною пащею, зайнятий незрозуміло чим і обнаруживающийся де попало. Отримав прізвисько за те, що любить закінчувати пропозиції вигуком даьон (а найчастіше тільки цим словом і обмежується).
- Ня Хасімото (яп. 橋本 に ゃ ー Хасімото Ня :) — котячий Айдол, від якої фанатіє Тьоромацу. Змагається з Тоток.
- Сьоносуке Хідзірісава (яп. 聖 澤 庄 之 助 Хідзірісава Сьоносуке) — таємничий низькорослий чоловік, який часто з'являється з нізвідки в якості жарту.
- Камімацу (яп. 神 松 Камімацу) — «сьомий брат мацун», народжений з добрих якостей і вчинків близнюків. Його люблять усі за винятком самих шестерняшек.
- Акумацу (яп. 悪 松 Акумацу) — «восьмий брат мацун», народжений з злих якостей близнюків.
- Санемацу (яп. 実 松 Санемацу, т. Е. «Реальний Мацу») — на відміну від інших братів живе в «теперішньому» світі і відрізняється більш реалістичною рисуванням. Він живе один, а решта братів існують для нього лише в його уяві.

## Медіа

### Манґа
Оригінальна манґа за авторством Фуджіо Акацукі виходила у журналі Weekly Shōnen Sunday від видавництва Shogakukan у період з 1962 по 1969 роки. Перші розділи манґи були засновані на тому, що персонажі змішувалися з ідентичністю шістьох головних героїв-близнюків через те, що всі вони виглядали схожими. Однак у міру розвитку сюжету манґи все більше розділів зосереджувалися на пригодах Іямі та Чібіти, аж до того, що вони згодом стали головними героямиs. 10 серпня 2017 року в Японії вийшло двомовне видання манґи — одночасно англійською та японською.